# 2-га група ССО ВМС США
2-га група ССО ВМС США (англ. Naval Special Warfare Group 2) — військове формування, одна з 6-ти бойових груп сили спеціальних операцій військово-морських сил США, які об'єднуються під загальним керівництвом Командування військово-морських спеціальних операцій ВМС США для виконання різнорідних спеціальних операцій.

## Зміст
2-га група ССО укомплектована особовим складом, який організований, навчений, тренований, оснащений та озброєний для виконання завдань спецоперацій у морській, річковій та прибережній зонах середовища. Група діє, як правило, в інтересах угруповань флоту США та в цілях захисту національних інтересів, й здатна виконувати завдання, як у мирний час, так й у ворожому середовищі, а також за умови локальної або звичайної війни.
Група ССО була заснована 1 січня 1962 року та з того часу дислокується на військово-морській базі Літл-Крік, у штаті Вірджинія.

## Склад 2-ї групи ССО ВМС
- 2-га команда «морських котиків» (SEAL Team 2)[1]
- 4-та команда «морських котиків» (SEAL Team 4)
- 8-ма команда «морських котиків» (SEAL Team 8)
- 7-ма команда «морських котиків» (SEAL Team 7)
- 4-й загін морських спеціальних операцій (Naval Special Warfare Unit 4)
- 10-й загін морських спеціальних операцій (Naval Special Warfare Unit 10)
- 2-га команда доставки «морських котиків» (SEAL Delivery Vehicle Team TWO)
- Підрозділи логістики та забезпечення (Logistics & Support Unit)